# Scatella pentastigma
Scatella pentastigma är en tvåvingeart som först beskrevs av Thomson 1869.  Scatella pentastigma ingår i släktet Scatella och familjen vattenflugor. Inga underarter finns listade i Catalogue of Life.